# Атанас Кожухаров
Атанас Кожухаров е български народен учител и общественик, активен участник в църковните и политическите борби на народа.
Роден е през 1831 г. в Ямбол. Владее старославянски, руски и гръцки език. След Освобождението става кмет на Ямбол, управител на болница и народен представител.
След смъртта му, за която се предполага, че е през 1888 г., на негово име е било наречено училището, където е преподавал в Ямбол. Днес това е сградата на Спротно училище "Пиер дьо Кубертен".